# Pfarrkirche Kaisermühlen

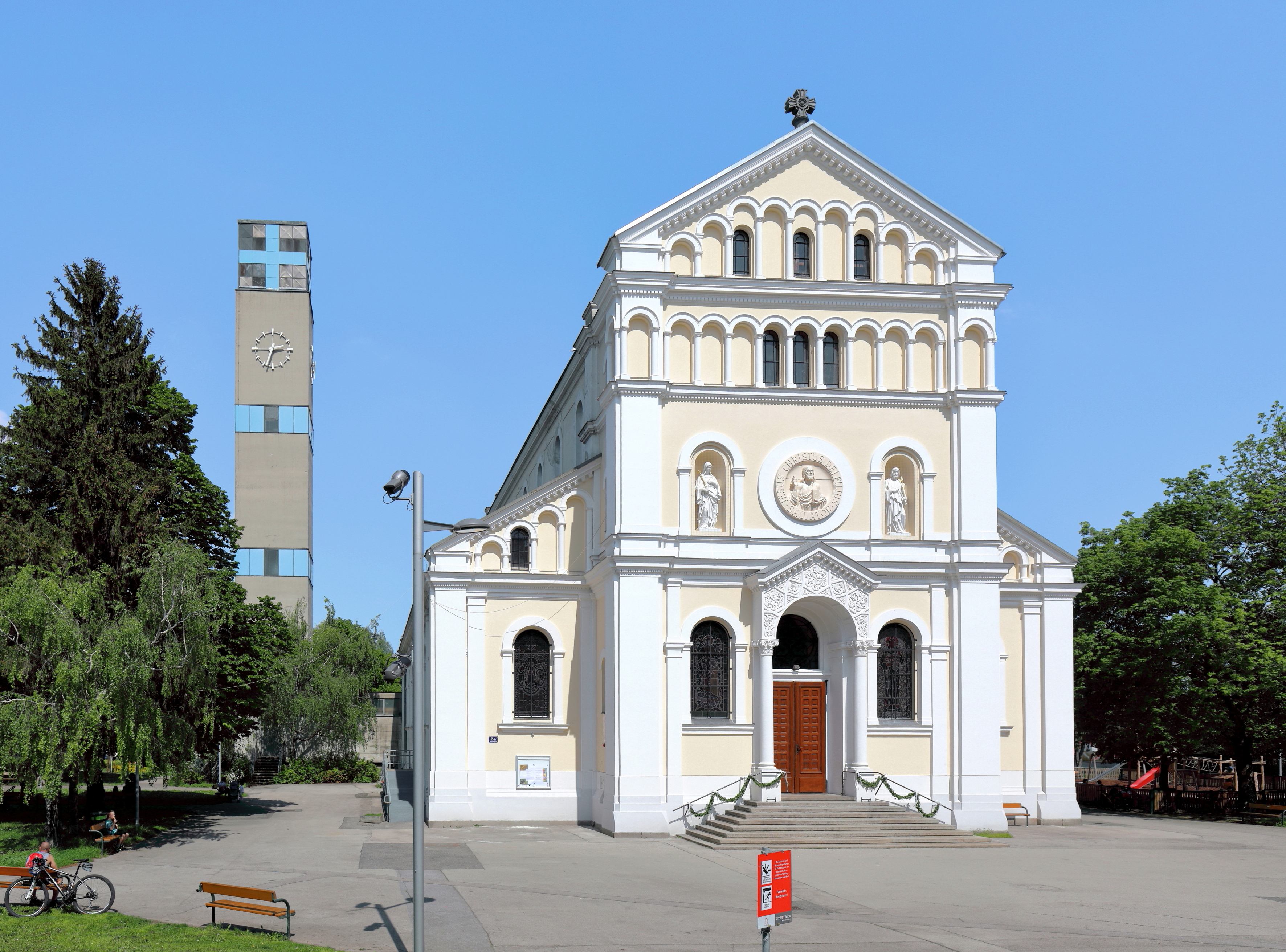
Pfarrkirche mit dem 1966 errichteten Campanile

Die Pfarrkirche Kaisermühlen (Herz-Jesu-Kirche) ist eine römisch-katholische Pfarrkirche im Stadtteil Kaisermühlen im 22. Wiener Gemeindebezirk Donaustadt und steht unter Denkmalschutz.

## Geschichte
Kaisermühlen gehörte nach der 1850 erfolgten Eingemeindung nach Wien für viele Jahrzehnte zum 2. Wiener Gemeindebezirk Leopoldstadt, daher mussten die Einwohner einen weiten und beschwerlichen Weg zu „ihrer“ Pfarrkirche St. Nepomuk auf sich nehmen. Die Donauregulierung von 1870 bis 1875 führte dazu, dass Kaisermühlen nun durch den neu verlaufenden Hauptstrom der Donau vom restlichen Bezirksgebiet stärker als bisher abgeschnitten war. Der erste Versuch in Kaisermühlen ein eigenes Gotteshaus zu etablieren wurde 1873 unternommen und scheiterte: Die so genannte „eiserne Kirche“, in der Art, wie sie als Notkirche in England errichtet wurde, wurde von den Kaisermühlnern nie akzeptiert und verschwand eines Tages spurlos.
Am 6. März 1884 gründete Karl Ryba, der sowohl der Katechet der Volksschule als auch Kooperator der Nepomukkirche war, einen Kirchenbauverein. Ziel dieses Vereins war, eine Kirche für und in Kaisermühlen zu errichten, um der Bevölkerung den einstündigen Fußmarsch zur hl. Messe zu ersparen. Karl Ryba wurde zum ersten Vorsitzenden des Vereins gewählt und konnte Kronprinzessin Stephanie für den Ehrenschutz gewinnen. Die Gemeinde Wien stellte im Einvernehmen mit der Donauregulierungskommission den Baugrund am Schüttauplatz mit 1725 Quadratmetern zur Verfügung.
1885 konnte man mit den Bauarbeiten beginnen. Am 24. April 1887 erfolgte die feierliche Grundsteinlegung, die von Kardinal Cölestin Josef Ganglbauer vollzogen wurde. Die feierliche Einweihung des ersten Kirchenteils wurde am 4. Dezember 1887 durch Weihbischof Eduard Angerer vorgenommen.
Am 10. Juni 1888 wurde das Herz-Jesu-Fest hier zum ersten Mal gefeiert, zunächst noch im unvollendeten Teil. 1889 wurde das erste Mal die Fronleichnamsprozession zelebriert.
Der Fertigbau der Basilika war durch Geldmangel schwierig, eine Spende des Kaisers konnte weiterhelfen. Auf Wunsch des Fürsterzbischofs von Wien wurde die feierliche Konsekration auf das Frühjahr 1895 verschoben, um bis dahin die Einrichtung einer definitiven Seelsorge in Kaisermühlen zum Abschluss zu bringen. Der Orden der Salvatorianer (societas divini salvatoris) stellte sich für die Übernahme der seelsorglichen Aufgaben für die neu zu errichtende Pfarre zur Verfügung.
Die Basilika wurde schließlich am 28. April 1895 von Kardinal Anton Josef Gruscha unter Teilnahme von Kaiser Franz Joseph I. dem Heiligsten Herzen Jesu geweiht.
Seit 1. April 2020 gehören die drei Teilgemeinden Donaucity-Kirche, Bruckhaufen – St. Elisabeth und Kaisermühlen zur neuen gemeinsamen Pfarre Maria Magdalena an der alten Donau.

## Architektonisches

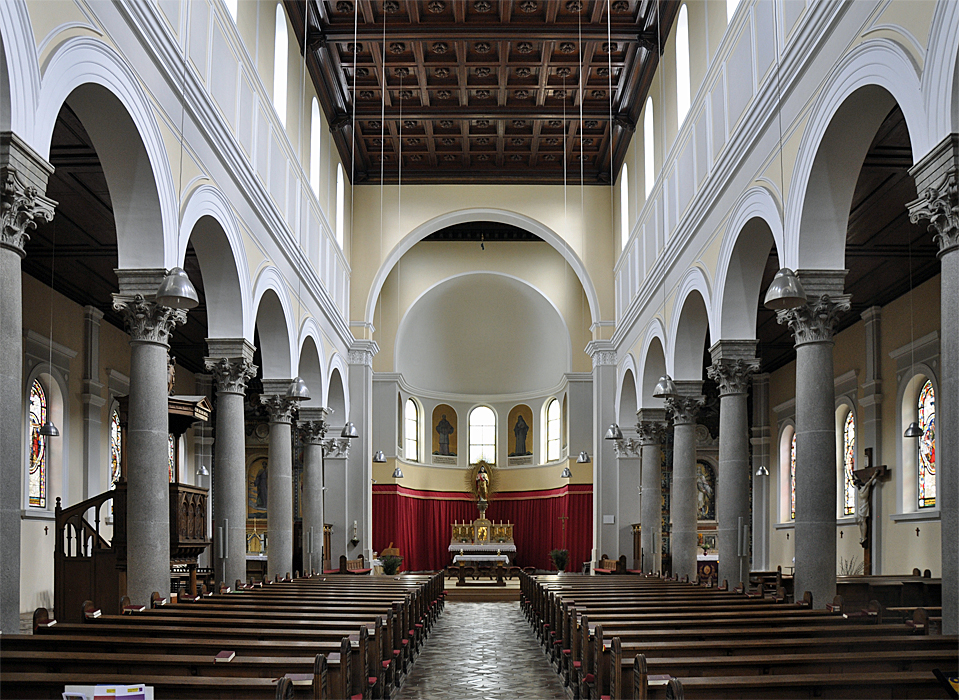
Innenansicht

Ein junger Architekt, Alois von Erlach, der ein Schüler Heinrich von Ferstels war, lieferte die Pläne der Kirche. Er plante eine prunkvolle italienische Renaissancebasilika mit Unterkirche. Da aber die Ausführung viel zu teuer war, blieb man bei der Form einer Basilika ohne Unterkirche. Der Architekt Victor Luntz, Professor an der Akademie der bildenden Künste, vereinfachte Erlachs Pläne, um sie realisierbar zu machen.
Die drei Schiffe der Basilika sind durch je sechs Säulen getrennt, von denen die zwei ersten vom abgebrannten Ringtheater stammen.
Die Basilika besaß lange Zeit hindurch keinen Turm. Der an der Ostseite geplante Campanile im passenden Stil wurde nie errichtet. Der nun bestehende Turm an der Nordseite wurde erst 1966 nach Plänen des Architekten Erwin Plevan unter Pfarrer Pater Josef Fütterer erbaut.